# Saffire
Saffire es una empresa desarrolladora de videojuegos por contrato ubicada en American Fork (Utah). Se encarga tanto de portar juegos como hacer títulos originales. Fue fundada por el cofundador de Sculptured Software, Hal Rushton.

## Títulos
| Título                                       | Distribuidor             | Plataformas                           | Fecha de lanzamiento    |
| -------------------------------------------- | ------------------------ | ------------------------------------- | ----------------------- |
| James Bond 007                               | Nintendo                 | Game Boy                              |                         |
| Oddworld: Abe’s Oddysee                      | GT Interactive           | Game Boy                              |                         |
| Oddworld: Abe’s Exoddus                      | GT Interactive           | Game Boy Color                        |                         |
| StarCraft: Brood War                         | Blizzard, Sierra On-Line | Windows, Mac OS                       | 30 de noviembre de 1998 |
| Bio F.R.E.A.K.S.                             | Midway                   | Nintendo 64, PlayStation              |                         |
| Rampage World Tour                           | Midway                   | Nintendo 64                           |                         |
| CyberTiger                                   | Electronic Arts          | Nintendo 64                           |                         |
| Top Gear Rally 2                             | Kemco                    | Nintendo 64                           |                         |
| Xena: Warrior Princess: The Talisman of Fate | Titus Software           | Nintendo 64                           |                         |
| Rainbow Six                                  | Red Storm Entertainment  | Nintendo 64                           |                         |
| ESPN MLS Gamenight                           | Konami                   | PlayStation                           |                         |
| Lego Bionicle                                | Lego Media               | Game Boy Advance                      |                         |
| E.T.: Escape from Planet Earth               | NewKidCo                 | Game Boy Color                        |                         |
| Hot Wheels Velocity X                        | THQ                      | Game Boy Advance                      |                         |
| Army Men: Sarge's Heroes                     | Midway                   | Dreamcast                             |                         |
| Justice League                               | Midway                   | PC                                    |                         |
| Barbarian                                    | Titus Software           | PlayStation 2                         |                         |
| The Hobbit                                   | Sierra Entertainment     | Game Boy Advance                      |                         |
| Peter Pan                                    | Atari                    | Game Boy Advance                      |                         |
| Van Helsing                                  | Vivendi Universal        | PlayStation 2, Xbox, Game Boy Advance |                         |